# ホアキン・オビエド
ホアキン・オビエド（Joaquín Oviedo、2001年7月17日 - ）は、トップ14USAペルピニャンに所属するラグビー選手。

## プロフィール
- アルゼンチン・コルドバ出身[1]。
- ポジションはフランカー(FL)、ナンバーエイト(No8)。
- 身長 191cm、体重 113kg
- アルゼンチン代表キャップは1（2024年3月現在）でラグビーワールドカップ2023のアルゼンチン代表に選ばれた[2]。

## 略歴
コルドバアスレチックス、ハグアレス、ロンドン・アイリッシュを経て、2021年、USAペルピニャンに加入。